# Георги Богданов (художник)
 Тази статия е за художника.  За други хора с това име вижте Георги Богданов.  
Георги Богданов Атанасов е български художник — живописец и монументалист, заслужил художник от 1967 година и директор на Националната художествена галерия в периода 1967 – 1972 година.

## Биография
Роден е в София през 1910 година. През 1934 година се дипломира в специалност живопис в Художествената академия в София, където негови преподаватели са професорите Стефан Иванов, Никола Ганушев и Васил Захариев. Продължава обучението си в Държавното висше училище за изобразителни изкуства в Берлин, където специализира художествена анатомия при проф. Вилхелм Танк и живопис и стенопис при проф. Курт Велте. Дипломира се през 1941 година и през 1942-43 година е асистент на Велте.
От 1946 година Богданов преподава стенопис в Художествената академия в София. За първи път в България той въвежда техниките мокро фреско и сграфито. През 1947 година става доцент, а през 1953 година става професор и оглавява катедрата по декоративно-монументална живопис и сценография. В периода 1966–1967 и от 1972 година до смъртта си е декан на Факултета за приложни изкуства на Висшия институт за изобразително изкуство „Николай Павлович“. Между 1967 и 1972 година заема поста директор на Националната художествена галерия.

## Творчество
Георги Богданов е автор на множество монументални стенописи, стъклописи, мозайки, декоративни пана и живописни композиции в обществени сгради и музеи и в цяла България. По-значимите му творби са:
- „Въстанието на Асен и Петър“, мокро фреско в Археологическия музей във Велико Търново, 1961 г.
- „Габрово в миналото – център на просвета и култура“ и „Габрово в миналото – град на занаятите и зараждащата се индустрия“, стенописи в Дома на културата в Габрово, 1962 г.
- „Битката при Варна, 1444 година“, сграфито във варненския музей „Бойна дружба“, 1964
- „Стари троянски занаяти“, керамика в Музея на художествените занаяти и приложните изкуства в Троян, 1965
- „Битката при Клокотница“, стенопис в мокро фреско в гимназия „Кирил и Методий“ във Велико Търново, 1969 г.
- „Изкуство и художествена самодейност“, стъклопис в Химическия комбинат в Свищов, 1971 г.
- „История на Димитровградския край“, декоративен фриз на Дома на съветите, Димитровград, 1972 г.
- „Традиция и изкуство“, декоративно пано на фасадата на Габровския летен театър, 1972 г.

Рисува иконостаса на църквата в манастира „Свети Мина“ в Обрадовци, заедно със съпругата си, Олга Богданова, дъщеря на художника Господин Желязков, довършват стенописите на Клисурския манастир „Св. св. Кирил и Методий“, изграждат стенописния ансамбъл в Храм „Свети Иван Рилски“ в кв. Кършияка в Пловдив и др.

## Отличия
Богданов е носител на орден „Кирил и Методий“ – II степен през 1961 г. и I степен през 1963 г. и на орден „Червено знаме на труда“ от 1971 г. От 1967 година носи званието заслужил художник.